# Sandvitx de tonyina
El sandvitx de tonyina o entrepà de tonyina és un tipus de entrepà molt popular, que usualment es realitza amb tonyina de llauna, maionesa i  vegetals. En algunes variants s'usa oli d'oliva en lloc de maionesa. The New York Times l'anomena la «quinta essència» dels entrepans. El Daily Mail el va anomenar «la base dels accelerats dinars d'oficina per a tota una generació».

## Ingredients i preparació
Un sandvitx de tonyina tradicional es prepara usualment amb tonyina de llauna, maionesa i diverses verdures, com ara enciam, tomàquet, cogombres, ceba, olives negres i alvocat. D'altres preparacions s'usen en lloc de maionesa, oli d'oliva, crema o vinagre.

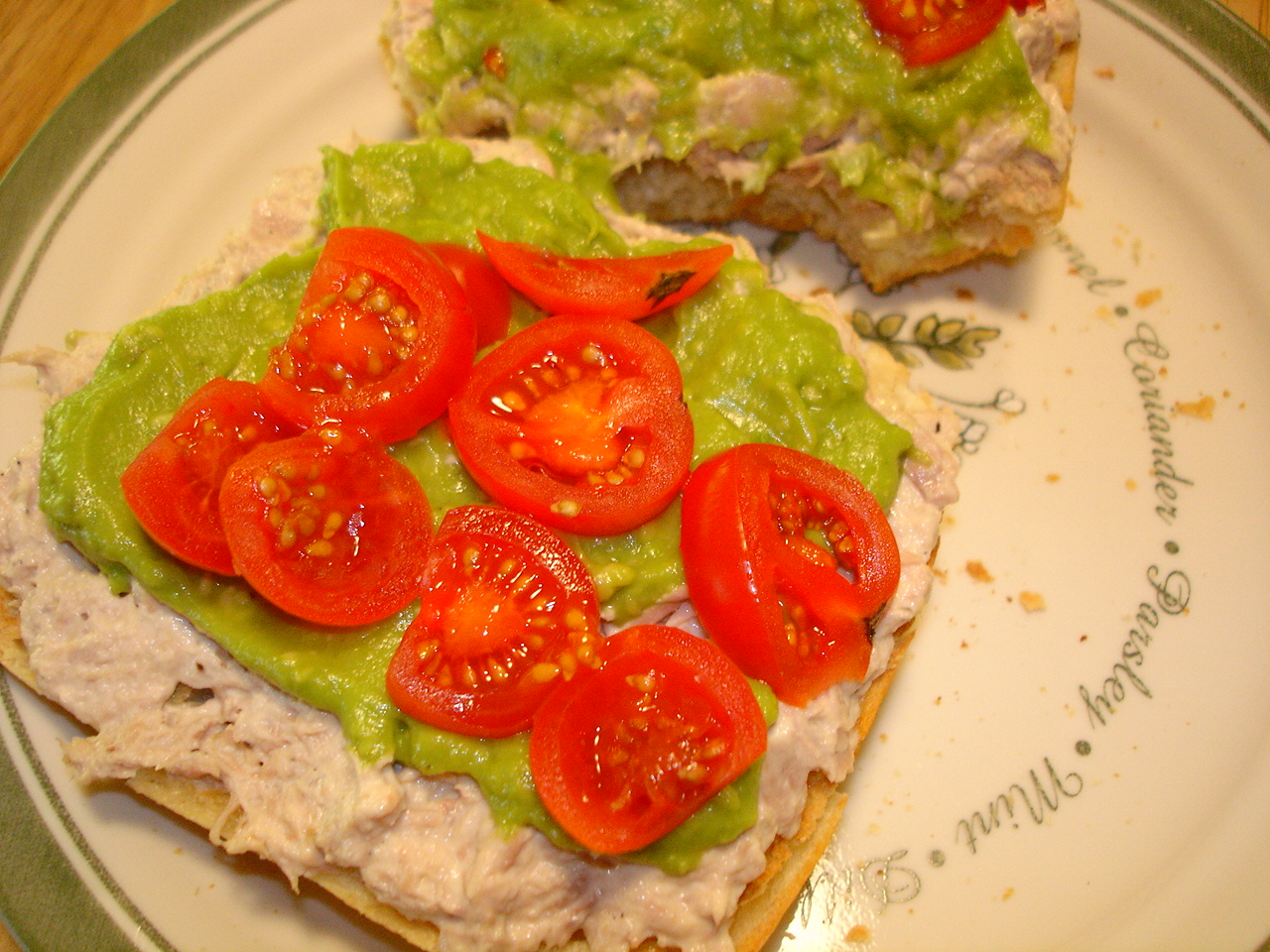
Un sandvitx obert de tonyina, amb tomàquet i guacamole.

## Variants
Hi ha una variant en la qual s'agreguen al sandvitx llesques de tomàquet i formatge americà, sobre un muffin anglès; se serveix amb el formatge fos.

## Informació nutricional
La tonyina és un aliment relativament alt en proteïnes i amb alt contingut d'Omega-3. Un sandvitx realitzat amb 100 grams de tonyina i dues llesques de pa blanc torrat, conté aproximadament 287 calories, 96 de les quals són de greix. Conté a més 20 grams de proteïnes i 27 grams de carbohidrats.
Un sandvitx de tonyina de preparació comercial tindrà més calories basant-se en la seva mida. Un Subway de tonyina de 15 cm i 250 gm té 530 calories, 280 provinents del greix, al voltant d'1 gm de sodi i 22 gm de proteïnes.